# Tipnet
Tipnet var den andra internetleverantören i Sverige efter Swipnet. Tipnet startades av det dåvarande Televerket hösten 1991, inledningsvis utan något större stöd från verksledningen.
När Televerket 1992 blev av med sitt monopol på "fasta förbindelser" var konkurrens – både praktiskt och legalt – ett faktum. Samma år ökades stamnätets kapacitet till 2 Mbit/s och universitetsdatanätet Sunet började använda Tipnet.